# Dynamo-Stadion (Moskau)
Das Dynamo-Stadion (russisch Динамо (стадион)) war ein Fußballstadion in der russischen Hauptstadt Moskau. Es bot 37.684 Zuschauern Platz.

## Geschichte
Das Stadion wurde im Jahre 1928 als Leichtathletikstadion nordwestlich der Moskauer Innenstadt erbaut und befindet sich am Leningradski Prospekt, einer der Hauptverkehrsadern der russischen Metropole. Es befindet sich unmittelbar gegenüber der gleichnamigen Metrostation Dinamo, die von der Linie 2 bedient wird. Im Zweiten Weltkrieg hat die Rote Armee im und rund um das Stadion ein Lager aufgeschlagen (1943). In den 1940er und 1950er Jahren wurde das Dynamo-Stadion regelmäßig zur Austragung der Endrunde der Klass A, der sowjetischen Eishockeymeisterschaft, genutzt.
Nach dem Krieg wurde von der Moskauer Regierung der Befehl zum Wiederaufbau des Stadions gegeben. Während der Eishockey-Weltmeisterschaft 1957 wurden einige Spiele des Turniers im Stadion vor bis zu 35.000 Zuschauern ausgetragen. Im Jahre 1980 wurde hier das Hinspiel des Finales in der U21-Fußball-Europameisterschaft zwischen den Mannschaften aus der Sowjetunion und der DDR (1:0) ausgetragen. Das Stadion war Heimat des Hauptstadtvereins FK Dynamo Moskau und wurde zeitweise auch vom ZSKA Moskau genutzt.

## Neubau

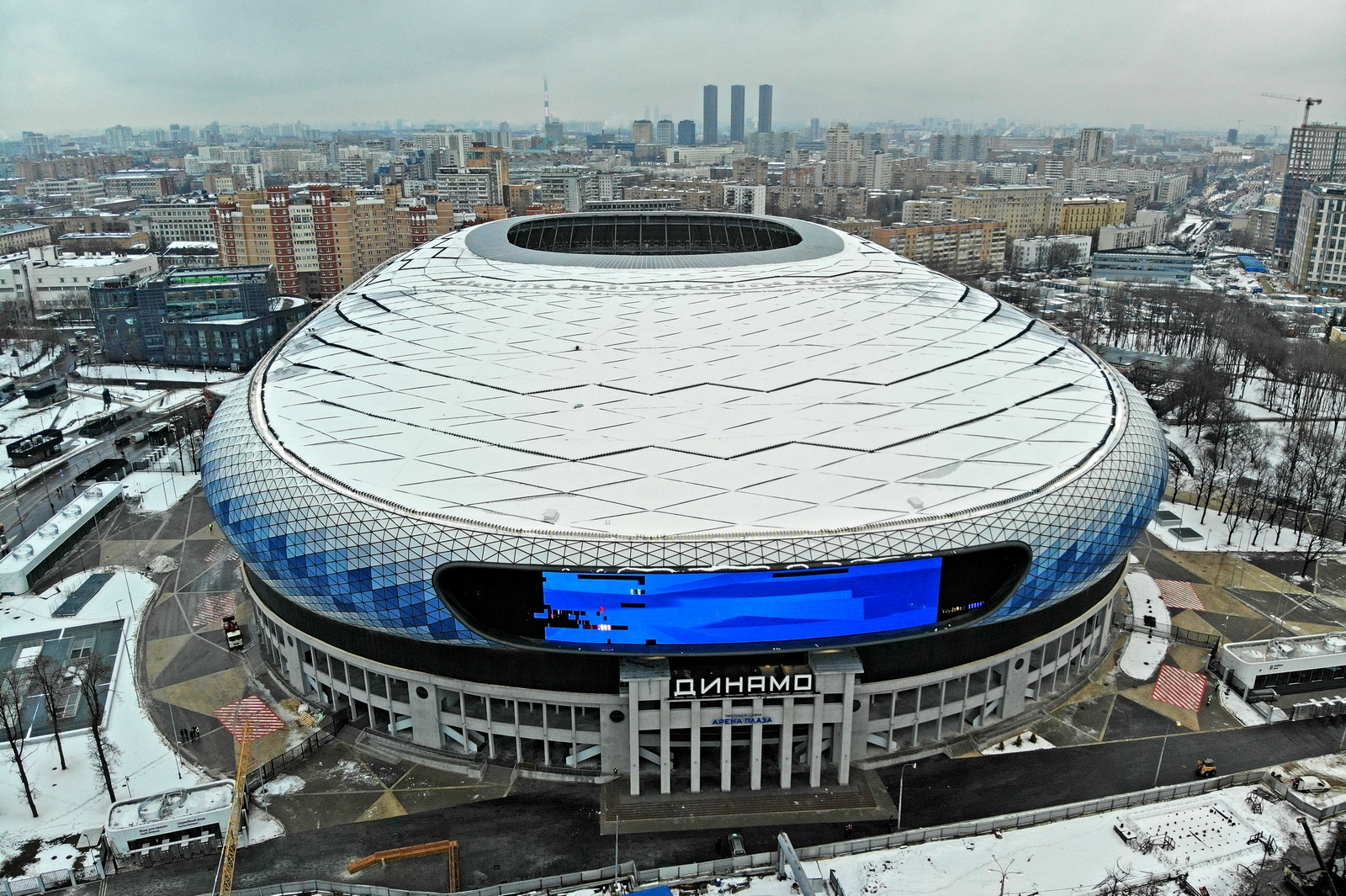
Die VTB-Arena im Dezember 2018. Vorn die Arena und dahinter das Fußballstadion unter einem Dach.

Bis 2016 sollte auf dem Gelände des ehemaligen Dynamo-Stadions für umgerechnet eine Milliarde Euro mit Unterstützung des Kreditinstitutes VTB ein Fußballstadion mit Mehrzweckhalle errichtet werden. Dabei wurde das komplette Stadion abgetragen, nur die denkmalgeschützte Fassade blieb erhalten. Die Arena ist ein Fußballstadion mit 26.121 Plätzen mit angeschlossener Veranstaltungshalle mit maximal 13.000 Plätzen. Während der Bauarbeiten trug der FK Dynamo seine Heimspiele in der Arena Chimki in Chimki im Nordwesten Moskaus aus.
Die Eröffnung des neuen Fußballstadions fand am 10. März 2019 statt. Es traf der FK Dynamo in der Liga auf Stadtrivale Spartak (0:1). Zwei Monate zuvor öffnete die Mehrzweckhalle am 4. Januar 2019 zu einem Eishockeyspiel des HK Dynamo gegen Awtomobilist Jekaterinburg (2:0) erstmals ihre Eingangstore.